# Spider-Man (videojuego de 2018)
Marvel's Spider-Man es un videojuego de acción y aventura de mundo abierto desarrollado por Insomniac Games y publicado por Sony Interactive Entertainment. La primera entrega de la serie de videojuegos Marvel's Spider-Man, está basada en el personaje Spider-Man de Marvel Comics y cuenta una narrativa original que está inspirada en la mitología de los cómics de larga duración, mientras que también se basa en varias adaptaciones en otros medios. En la historia principal, el señor del crimen sobrehumano Señor Negativo orquesta un complot para tomar el control del inframundo criminal de la ciudad de Nueva York. Cuando el Señor Negativo amenaza con liberar un virus mortal, Spider-Man debe enfrentarse a él y proteger la ciudad mientras se ocupa de los problemas personales de su alter ego civil, Peter Parker.
Los jugadores controlan a Spider-Man desde una perspectiva en tercera persona, y la jugabilidad se centra principalmente en sus habilidades de desplazamiento y combate. Spider-Man puede moverse libremente por la ciudad de Nueva York, interactuando con los personajes, completando misiones y desbloqueando nuevos dispositivos y trajes al avanzar en la historia principal o completar tareas. Fuera de la historia, el jugador puede completar misiones secundarias para desbloquear contenido adicional y objetos coleccionables. El combate se centra en encadenar ataques y usar el entorno y las redes para incapacitar a numerosos enemigos, evitando el daño.
El desarrollo de Marvel's Spider-Man, el primer juego licenciado por Insomniac en sus 22 años de historia, comenzó en 2014 y duró aproximadamente cuatro años. Insomniac pudo elegir cualquier personaje del catálogo de Marvel; Spider-Man fue elegido tanto por su atractivo para los empleados como por las similitudes en la jugabilidad con su juego anterior, Sunset Overdrive (2014). El diseño del juego se inspiró en la historia de Spider-Man en todos los medios, excepto Marvel Comics. Insomniac quería contar una historia original que no estuviera vinculada a una propiedad existente, creando un universo único (conocido como Tierra-1048) que desde entonces ha aparecido en novelas, productos y cómics.
Marvel's Spider-Man se lanzó para PlayStation 4 el 7 de septiembre de 2018, recibiendo elogios por sus gráficos, narrativa, caracterización, combate, banda sonora y mecánicas de desplazamiento con telarañas. Recibió numerosos elogios, incluyendo ser nombrado uno de los mejores juegos de superhéroes de la historia. Se convirtió en uno de los juegos más vendidos del año y el juego de PlayStation 4 más vendido de todos los tiempos. El éxito del juego dio origen a una nueva franquicia para Insomniac y Sony, que desde entonces ha ido acompañada de otros juegos y colaboraciones en otros medios. A finales de 2018, le siguió una expansión, La Ciudad que Nunca Duerme (originalmente en inglés, The City That Never Sleeps). En noviembre de 2020, se lanzó una versión remasterizada de Marvel's Spider-Man para PlayStation 5 junto con Marvel's Spider-Man: Miles Morales, un spin-off y continuación centrado en Miles Morales, el protegido de Spider-Man. Una secuela, Marvel's Spider-Man 2, se lanzó en octubre de 2023 para PlayStation 5.
En el PlayStation Showcase de 2021 se anunció una secuela del juego desarrollada por Insomniac Games y distribuida por Sony Interactive Entertainment, que estará protagonizada por Peter Parker y Miles Morales y cuyo lanzamiento está previsto para 2023 en exclusiva para PlayStation 5. Además, en este mismo evento se anunció el desarrollo de Marvel's Wolverine, un videojuego de Lobezno con el que Insomniac Games y Sony pretenden extender el universo de Marvel en las consolas PlayStation.

## Sinopsis
Peter Parker es un chico adulto de 23 años, becario en un laboratorio Whilst. Peter ha sido Spider-Man por ocho años y se ha desempeñado como el protector de la Ciudad de Nueva York. En los comienzos del juego, Peter logró derrotar a un jefe mafioso llamado Wilson Fisk (alias Kingpin), pero una nueva pandilla conocida como los "Inner Demons" emergió apoderándose de los antiguos territorios de Fisk. Spider-Man llega un día a un edificio en construcción propiedad de Kingpin teniendo que defender a sus hombres, quienes se encontraban bajo ataque de los Inner Demons. Tras deshacerse de ellos, Peter descubre que Martin Li, uno de los más prominentes filántropos de Nueva York, es quien lidera a los Inner Demons, bajo su alter ego Mister Negative. Martin al ser director del albergue para desamparados F.E.A.S.T., complicará la vida personal de Peter, ya que su tía May Parker trabaja en dicha institución.

## Argumento

### Acto I
Al comienzo del juego, Peter Parker / Spider-Man ayuda a la capitana de policía Yuri Watanabe a finalmente arrestar a Wilson Fisk / Kingpin, luego de hacerse un nuevo traje, descubre que detener a Kingpin más bien fue contraproducente, ya que él mantenía al resto de pandillas bajo control, por lo cual, hay muchos más crímenes en la ciudad y una es los Demons, que tratan de robar algo llamado el Aliento del Diablo, llevándose un archivo de un museo, Peter se reencuentra con su exnovia Mary Jane Watson, además descubre que las obras de construcción de Fisk siguen contrabandeando armas y drogas y decide cerrarlas violentamente.
Mientras tanto, en su trabajo para el Dr. Otto Octavius, él trata de crear prótesis para personas cuyas extremidades fueron amputadas, sin embargo, Norman Osborn, director de Oscorp y alcalde de Nueva York, le quita todo su trabajo, creando un gran odio por parte de Octavius hacia él. Spider-Man descubre que Herman Schultz / Shocker trabaja para los Demons y lo derrota mientras trataba de robar un banco, y también que estos están atacando las obras de Fisk, y es apoyado por el oficial Jefferson Davis.
Varias de las misiones secundarias incluyen reparar las torres de vigilancia (que muestran más partes del mapa), buscar las mochilas de secundaria de Peter, fotografiar puntos de interés de la ciudad, encontrar cámaras de Felicia Hardy / Black Cat, una antigua exnovia, acabar con las bases de Fisk, y detener crímenes callejeros.
El oficial Davis le dice a Spider-Man que hay Demons matando a los hombres de Fisk, y va para allá a detenerlos, de repente, Fisk se contacta por teléfono a uno de sus hombres y Spider-Man le pregunta quién es el líder de los Demons, Fisk le dice que mantenga vivos a sus hombres y tal vez le diga. Luego de hacerlo, Fisk simplemente dice que el líder podría estar en el techo, ahí, un helicóptero termina fuera de control y Spider-Man apenas logra salvar a la gente de abajo y detener a todos los Demons, sin encontrar al líder.
En la ceremonia de premiación del oficial Davis, Norman es amenazado por teléfono y es escoltado fuera de ahí. Justo después, los Demons atacan, matando mucha gente, entre ellos Davis, Peter sólo alcanza a ver al verdadero jefe, Martin Li, el director de F.E.A.S.T., en donde trabaja la tía May Parker.

### Acto II
Una semana después, Peter trata de convencer a Yuri de que Li es Mister Negative, y se infiltra en una base de los Demons para buscar evidencia, y encuentra un mapa de los almacenes de los Demons, los cuales hay que eliminar. Al salir, Silver Sable y sus hombres atrapan a Spider-Man, pero es salvado por Yuri. Peter va a F.E.A.S.T. para buscar información en la oficina de Li, una vez dentro, encuentra una carta en la que dice que May puede continuar en F.E.A.S.T., ya que él no, una grabación en la que dice que "el demonio" lo está consumiendo, y el archivo del Aliento del Diablo del museo. Cuando sale, Li aparece y envía unos hombres a matar a Peter, este se libera fácilmente.
En una cena con MJ, ella le dice que se infiltró en una base de Tombstone, y descubrió que trabajaba para Li, Peter le da un dispositivo para que la próxima vez que se infiltre en algún lugar, pueda hacerlo mejor, sin embargo, una alerta de Charles Standish, el CFO de Oscorp, suena en la radio. Spider-Man va hacia allá y lo salva de los Demons, Standish le dice que ellos buscaban informes financieros del Aliento del Diablo, y que ahora van tras el Dr. Issac Delaney, entregándoselo a Sable. Yuri luego llama a Spider-Man por una caja sospechosa en un techo, resulta ser de Taskmaster, quien puso bombas en los techos, él logra desactivarlas, y descubre que hay más alrededor de la ciudad.
MJ le dice a Spider-Man que el Dr. Delaney está en una fiesta de Halloween en la ESU, luego de derrotar algunos Demons, Mister Negative aparece, controla la mente de Delaney para que le diga con quién trabajó en el Aliento del Diablo, Dr. Morgan Michaels, luego hace que se suicide. Spider-Man se infiltra en Oscorp para buscar el Aliento del Diablo en la base de datos, y descubre que era originalmente una cura para enfermedades pero salió mal y es muy contagioso, sólo el Dr. Michaels tiene una muestra.
MJ se infiltra en una base de Sable para hablar con Standish, y él le dice que los Demons atacarán la Grand Central Station, Spider-Man aparece, ella se enfada con él por ser muy sobreprotector y no le dice lo de Grand Central.
Mientras tanto, en su trabajo, Octavius no ha perdido la esperanza y en un punto llama a Peter urgentemente a ir al trabajo, Otto ha creado una interfaz neural para controlar cuatro tentáculos robóticos extra, y le revela a Peter que tiene una condición neurodegenerativa, y que perderá sus funciones motoras pronto, además de que la interfaz neural podría afectar su mente y personalidad. Peter conoce a Miles Morales, el hijo de Davis, quien está comenzando a trabajar en F.E.A.S.T., sin embargo, decide ir a vigilar que Sable pueda proteger al Dr. Michaels, pero no, los Demons atacan y lo secuestran, Spider-Man pelea con Mister Negative y salva a Michaels, pero ellos se fueron con el Aliento del Diablo. 
Mister Negative ataca el Grand Central y toma varios rehenes, entre ellos MJ, y amenaza a Osborn a ir ahí o matará a todos con el Aliento del Diablo. Spider-Man acaba con varios Demons mientas MJ desactiva el arma biológica. Spider-Man pelea con Mister Negative y lo derrota en un tren, que termina fuera de control y logra detener también. Peter va con Octavius, quien ya ha construido brazos robóticos conectados a su cuerpo a través de la interfaz neural, la cual despierta aún más su odio en Norman. Peter ve en la televisión que el camión de Sable que llevaba el Aliento del Diablo fue atacado y destrozado.
Yuri aparece en un helicóptero y le dice a Spider-Man que la prisión de la isla Ryker fue atacada y había una fuga, Spider-Man detiene algunos prisioneros de escapar, pero luego The Raft es atacada también, al llegar, Electro ataca el helicóptero, Spider-Man salva a Yuri y persigue a Electro por la prisión, deteniendo varios prisioneros en el camino. En el techo, Electro, Vulture, Rhino, Scorpion y Mister Negative lo rodean y lo someten, para que luego Otto Octavius con los brazos y ahora un villano científico loco conocido como el Doctor Octopus también llegue y revele ser el responsable de las fugas y el jefe de los Sinister Six, advirtiéndole a Spider-Man que no se meta en su camino antes de lanzarlo al mar. un Spider-Man malherido es encontrado por Yuri y llevado a un hospital.
El Doctor Octopus va a la ciudad y libera el Aliento del Diablo, infectando a la mayor parte de la población, incluidos Yuri y la tía May. Spider-Man fue tachado como criminal por Norman y culpado por las fugas.
Varias de las misiones secundarias incluyen reparar las torres de vigilancia, buscar las mochilas de secundaria de Peter, fotografiar puntos de interés de la ciudad, encontrar cámaras de Black Cat (cosa que termina llevando a que Black Cat robe su traje y equipo de la central de policía), terminar los desafíos de Taskmaster (cosa que termina en una pelea entre Spider-Man y Taskmaster), completar las cosas de las estaciones de investigación de Harry Osborn, rastrear y acabar a Tombstone, acabar con las bases de Fisk, los almacenes de Demons, los puestos de Sable y los campos de prisioneros, y detener crímenes callejeros.

### Acto III
Al día siguiente, Spider-Man, con 14 huesos rotos todavía, nota que dos lugares distintos están siendo atacados al mismo tiempo, Electro y los Demons atacando una serie de transformadores en los techos, y Rhino y los prisioneros prófugos atacan la comisaría de policía. Spider-Man destruye los transformadores y detiene a los prófugos y a los agentes de Sable, que atacaron a Spider-Man en vez de a los villanos.
La tía May llama a Peter y le dice que los prófugos atacaron el centro de veteranos, con ella, MJ y Miles adentro. Spider-Man los salva y por poco muere en el incendio, pero es salvado por sus amigos. Spider-Man arma un plan, MJ buscará una cura para el Aliento del Diablo, Miles vigilará F.E.A.S.T. y evitará que sea atacado de nuevo, y él averiguará los planes de Octopus y derrotará a los Sinister Six.
Spider-Man va a Times Square y encuentra una guarida de Octopus, en donde ve las motivaciones de cada villano, y un plan para acabar completamente con Norman, Electro atacará las plantas de energía de Oscorp, Rhino atacará los suministros, Scorpion envenenará la reserva de agua, Vulture hará algo en Times Square, Mister Negative robará el anti-suero del Aliento del Diablo, y Octopus atacará Oscorp, pero Peter cae una trampa explosiva, Spider-Man sale de ahí antes de la explosión, pero es atrapado por Vulture y llevado a las plantas de energía con Electro. Spider-Man logra derrotar a los dos y luego se va a tomar una siesta en un techo.
A la mañana siguiente, Spider-Man va tras Scorpion, pero era una trampa y es inyectado por este, llevándolo a una serie de alucinaciones hasta que consigue curarse él mismo. Miles se había infiltrado en una base de Sable por medicamentos para F.E.A.S.T., ya que se niegan a dárselos, pero termina huyendo de Rhino. Spider-Man aparece y hace que Rhino y Scorpion se peleen entre ellos y terminen derrotándose solos.
MJ se infiltra en el penthouse de Osborn, evadiendo a los agentes de Sable, descubriendo el pasado de Li, específicamente de cómo se convirtió en Mister Negative y que fue culpa de Norman, también que su amigo de la infancia Harry Osborn, hijo de Norman, no está en Europa como ellos creían, sino que está enfermo y el Aliento del Diablo era una cura para eso, pero no funcionó bien, y la ubicación del laboratorio secreto del GR-27 (el Aliento del Diablo), luego salta por el balcón y es atrapada por Spider-Man.
Mister Negative llega a la ubicación del laboratorio y secuestra a Norman y a Michaels, Spider-Man se alía con Silver Sable y el primero logra entrar al laboratorio. Spider-Man derrota a Li y recupera el anti-suero, sin embargo, el Doctor Octopus aparece y derrota a Spider-Man brutalmente, robando el anti-suero y llevándose a Norman como rehén.
Sable y Michaels se llevan a un Spider-Man muy malherido a F.E.A.S.T. para salvarlo, en donde está Miles, Michaels logra salvarle la vida. Spider-Man se va para detener a Octavius. Una araña genéticamente modificada que se había quedado en la chaqueta de MJ pica a Miles. Peter va al laboratorio de Octavius y crea un nuevo traje Anti-Ock.
El Doctor Octopus lleva a Norman a la Torre Oscorp, y lo lanza, Spider-Man lo salva y pelea intensamente con Octopus, este le golpea la máscara y se revela que Peter era Spider-Man, Octopus lo acorrala y destruye los lanzatelarañas, Peter desactiva la interfaz neural e inhabilita los brazos, salva el anti-suero y duramente abandona a Octavius hasta que llegue la policía.
Spider-Man va a F.E.A.S.T. con el Dr. Michaels, su tía May está muy enferma y no llegará a la mañana, Sin embargo, el anti-suero solo tiene una dosis, y replicarlo tarda unas horas, pero si curan una persona, no podrán curar a nadie más. Peter toma la terrible decisión de salvar a todos o a su tía, hasta que finalmente tomo la decisión de salvar a todos y llora su muerte. Tres meses después, la ciudad volvió a la "normalidad", y Peter y MJ oficialmente vuelven a ser novios.
En una escena entre créditos, Miles le revela a Peter que ahora tiene los poderes de Spider-Man, por lo que Peter le revela que él es Spider-Man. En una escena post de créditos, Norman Osborn, que ya no es el alcalde, entra a un laboratorio secreto de su penthouse, en donde tiene a Harry Osborn en un tanque de contención con una sustancia negra viscosa, en el cual estará hasta que se encuentre una cura a su condición.

## Jugabilidad
Spider-Man es un videojuego de acción y aventura de mundo abierto, con una perspectiva en tercera persona ambientado en una ciudad de Nueva York moderna. El jugador controla mayormente a Spider-Man en su rol de superhéroe, aunque en determinados momentos también puede jugar con Peter Parker como civil y con Mary Jane en situaciones de infiltración. El juego presenta un sistema de combate variado que le permite a Spider-Man ejecutar combinaciones de golpes, tanto a nivel del suelo como en el aire, utilizar elementos del entorno como proyectiles arrojadizos y realizar movimientos definitivos para derrotar a los enemigos. También dispone de su sentido arácnido, una habilidad que lo advierte de peligros cercanos permitiéndole la posibilidad de reaccionar, esquivarlos y defenderse. Además, cuenta con una serie de gadgets como un dron que lanza telarañas eléctricas y sirve de distracción, bombas que explotan y envían telarañas a los enemigos cercanos dejándolos incapacitados durante unos instantes, o unas minas que inmovilizan a los enemigos contra una pared o el suelo.
El jugador puede recorrer libremente la ciudad utilizando las telarañas del superhéroe, correr y trepar por las paredes para acceder a lugares elevados o utilizar el subterráneo como método de viaje rápido. Existen mochilas dispersadas por toda la ciudad, que al encontrarlas recompensarán al jugador con distintos objetos que serviran para recordar viejos sucesos del héroe y recursos para mejorar nuestros gadgets. Existe una gran variedad de trajes disponibles para Spider-Man, los cuales se van desbloqueando a medida que el jugador sube de nivel durante la campaña. Cada uno de los mismos dispone de alguna característica especial, que sirven como Power Ups de distraccion, combate o masivos entre otros. Dichos trajes pueden ser personalizados añadiéndoles hasta tres modificadores que aumentan la salud, fuerza, obtención de XP, daño eléctrico, etc. Para desbloquear estos nuevos trajes es necesario obtener distintas fichas para canjearlos, estos se obtienen superando distintos eventos los cuales nos daran cada uno un tipo de ficha diferente, estos eventos son por ejemplo: detener robos, encontrar mochilas, completar minijuegos en el laboratorio donde trabaja Peter Parker, etc.
Además de las misiones correspondientes con la historia principal, hay varias misiones secundarias que se habilitan a medida que el jugador explora la ciudad, supera eventos y termina misiones de historia. Estas misiones secundarias pueden ser por ejemplo ayudando a un técnico de la policía a capturar a unos maleantes que interfieren con sus radiocomunicaciones, ayudando a una señora que ve movimientos sospechosos en el parque o a su amigo que está siendo chantajeado.

## Contenido descargable
El juego tiene una expansión llamada The City that Never Sleeps, la cual está conformada por tres DLC que fueron lanzados en distintas fechas tras el lanzamiento del mismo. Los nombres de los contenidos son The Heist, Turf Wars y Silver Lining.
El primer DLC, The Heist, se estrenó el 23 de octubre de 2018 y añadió nuevas misiones, desafíos, una facción de enemigos y tres trajes alternativos para desbloquear. La trama gira en torno a unas misteriosas pistas que Felicia Hardy, alias Black Cat, deja desperdigadas por la ciudad durante la campaña principal del juego y que Spider-Man va descubriendo, para finalmente reunirse en el contenido adicional.
El segundo DLC, Turf Wars, fue lanzado el 20 de noviembre de 2018. En esta expansión el Hombre Araña debe intervenir y poner freno a una guerra territorial entre la organización criminal Maggia y el villano Hammerhead. Fueron añadidas nuevas misiones de historia, bases, crímenes, desafíos y trofeos, así como tres nuevos trajes para Spider-Man.
El tercer DLC, Silver Lining, tuvo su lanzamiento el 21 de diciembre de 2018. En este episodio Silver Sable reaparece en escena y reclama la tecnología que fue robada de Sable International. La jefa de policía de Nueva York, Yuri Watanabe, se encuentra de baja administrativa como consecuencia del combate contra Hammerhead, y Spider-Man debe confiar en unos aliados inesperados para mantener a salvo la ciudad.

## Desarrollo
En 2014, Marvel Comics se acercó a Sony Interactive Entertainment (SIE) para solicitarle el desarrollo de un juego de Marvel que sería exclusivo para la consola PlayStation. Será el primer juego licenciado desarrollado por Insomniac Games luego de que en 22 años de trayectoria, ser los creadores y propietarios de famosas sagas como Spyro, Ratchet & Clank y Resistance. Bryan Intihar, el productor del juego Sunset Overdrive y anterior community mánager de Insomniac Games, es el director creativo del proyecto y Ryan Smith es el director del juego. Es la primera vez que Intihar se desempeña en esta función en un juego. El community mánager de Insomniac ha confirmado que están utilizando el mismo motor de juegos usado en Sunset Overdrive. El juego presenta el equipo de producción más grande abocado a un proyecto de Insomniac. Fue anunciado oficialmente el 13 de junio de 2016 durante la conferencia de Sony en el E3 de ese año. Este será el primero de una serie de juegos hechos por Insomniac y Sony, y marcará el inicio de la nueva estrategia de Marvel de "trabajar con las mejores compañías de videojuegos" quiénes son apasionados de sus personajes.
En abril de 2017, Ryan Penagos, vicepresidente y editor ejecutivo de Marvel Digital Media, declaró que el juego sería lanzado en 2017. Sin embargo, en la conferencia de Sony durante el E3 2017, el primer adelanto fue publicado y se anunció su lanzamiento para el 2018. Shawn Layden, el presidente de SIE América y director ejecutivo de SIE Worldwide Studios confirmaría más tarde que el videojuego de Spider-Man y otros juegos anunciados en la conferencia, serían lanzados en la primera mitad de 2018.
En diciembre de 2017, Insomniac Games anunció que dos veteranos guionistas de Marvel trabajarían en el juego. Ellos serían Dan Slott, guionista que desde finales de 2010 se hace cargo de las historias de The Amazing Spider-Man, y Christos Gage, que ha participado en varias series como Avengers Academy o The Superior Spider-Man. El guion del videojuego tendrá más de 3300 páginas y, según Christos Gage, uno de los coguionistas, se tratará de exhibir de manera fiel la personalidad carismática del hombre araña.
A mediados de abril de 2018, los desarrolladores del juego anunciaron que James Cooper se uniría al equipo de desarrollo de Spider-Man. Cooper, que es un veterano dentro la empresa Naughty Dog, ha sido uno de los responsables creativos de Uncharted 4: El desenlace del ladrón y el principal encargado de diseño de Uncharted: El legado perdido. Durante el mismo mes, Sony reveló que uno de los trajes disponibles en el videojuego sería una réplica del "Iron Spider" utilizado por Spider-Man en la película Avengers: Infinity War.
A través de una retransmisión emitida en Twitch, miembros de Insomniac Games explicaron que el juego no tendrá misiones secundarias aburridas o molestas. Según sus declaraciones, a diferencia de anteriores títulos donde algunas tareas consistían en repartir pizzas o recuperar globos para un niño, en este nuevo videojuego habrán misiones más emocionantes, como desarmar bombas, afrontar desafíos de carreras contrarreloj o alejar objetos tóxicos de la ciudad. Durante la Comic Con de San Diego, llevada a cabo en julio de 2018, los desarrolladores confirmaron que el villano Taskmaster formaría parte del juego, aunque su participación tendría un papel secundario en la historia. En la misma convención, se anunció a John Paesano como el compositor de la banda sonora del juego. También se confirmó que Silver Sable estará en el juego, siendo contratada por Norman Osborn para detener al hombre araña.
El 30 de julio de 2018, Insomniac Games anunció que la etapa de desarrollo del videojuego había finalizado. A través de un mensaje publicado en Twitter, la desarrolladora agradeció el apoyo brindado por PlayStation y Marvel durante la creación de esta aventura original del superhéroe.

### Guion y personajes
Intihar trabajó con un equipo de escritores, bajo la dirección del escritor principal Jon Paquette, para crear una versión original de Spider-Man que permaneciera fiel al original. Junto a Paquette, la historia fue escrita por Ben Arfman y Kelsey Beachum. Christos Gage coescribió el guion y Dan Slott proporcionó contribuciones adicionales a la historia. Insomniac investigó las iteraciones del personaje para comprender los elementos que hacen que una historia convincente de Spider-Man, después de lo cual Paquette quería evitar obtener demasiada influencia de una sola versión. El equipo aprendió que cada vez que Spider-Man gana, Peter Parker pierde y viceversa. Intihar dijo que desde la concepción, el juego fue diseñado para ser tanto la historia de Peter como la de Spider-Man. El equipo evitó volver a contar la historia del origen de Spider-Man, razonando que era de conocimiento común.
Yuri Lowenthal proporciona la voz de Spider-Man / Peter Parker. Trabajando con el director de voz Kris Zimmerman, Lowenthal trató de diferenciar sus voces para Peter, donde es más gentil, y como Spider-Man, donde tiene más confianza, pero pensó que las voces no deberían ser completamente diferentes y pasó mucho tiempo practicando sus actuaciones para lograr un equilibrio. Paquette persuadió al estudio para que lo eligiera para el papel porque confiaba en la capacidad de actuación de Lowenthal y no lo habría criado de otra manera. Se grabaron varias versiones de la misma conversación para el diálogo de mundo abierto de Spider-Man para su estado de reposo y de esfuerzo; por ejemplo en combate o el balanceo de telarañas. Las grabaciones pueden cambiar en medio de una conversación si Spider-Man pasa de estar descansando a estar en combate. Lowenthal trabajó con dos coordinadores de especialistas durante el desarrollo del juego.
La relación de Peter con Otto Octavius surgió del deseo de darle un trabajo que abrazara su inteligencia. Los escritores consideraron formas de hacer que ese trabajo fuera interesante; pensaron en tenerlo trabajando para Otto y ser en parte responsable de crear a uno de sus mayores enemigos. Paquette enfatizó la relación de la pareja, con el objetivo de convertir a Otto en una figura trágica, optimista y mentora de Peter en lugar del megalómano más tradicional. Paquette dijo que quería detallar su amistad para darle más significado a la transformación de Otto en Doctor Octopus. Chew investigó la representación y el diseño histórico de los cómics de Otto, y se fijó en su peinado con corte de tazón y sus anteojos verdes, pero optó por modernizar su apariencia para hacerlo calvo y nerd. Intihar describió a Otto y Peter como paralelos entre sí en muchos aspectos, particularmente en su inteligencia y compasión.
Al describir la relación de Peter con Mary Jane Watson, los escritores querían demostrar que ella tiene sus propias habilidades que le permiten ser una heroína por derecho propio, lo que requiere que Peter aprenda a no ser sobreprotector con ella y a confiar en otras personas. Arfaman dijo que Mary Jane era su personaje favorito para escribir; su nuevo trabajo como reportera le permitió más agencia y ser una socia activa de Spider-Man. Miles Morales se agregó como un personaje más joven con el que el público más joven podría identificarse cuando se decidió utilizar un Peter Parker mayor. La muerte de la tía May al final del juego se consideró vital para el crecimiento de Peter y un desafío porque May tiene un papel importante en las historias de Spider-Man; Paquette dijo que había que ganarse el momento. Marvel inicialmente vetó su muerte, pero su opinión cambió a medida que avanzaba el desarrollo del juego.
Al principio de la historia, May le advierte a Peter que solo es humano; Paquette dijo que el mensaje que da es que no se exija demasiado y aprenda a confiar en otras personas. En el tercer acto del juego, Peter aprende a confiar en Mary Jane y Miles, aunque en este punto es demasiado tarde para salvar a todos y Peter tiene una "elección imposible". Paquette describió esto como el sacrificio heroico que revela algo profundo sobre el personaje y lo que realmente le importa. La muerte de May se describió como un eco de la del tío Ben de Peter, quien muere porque Peter toma una decisión egoísta; May muere porque hace uno completamente desinteresado. Como resultado, Peter sentirá una culpa mixta. Se insertó una escena agridulce pero más feliz entre Peter y Mary Jane para terminar el juego con una nota más positiva. La jefa de policía aliada, la capitana Yuri Watanabe, fue escrita como un alma gemela que comparte con Spider-Man un sentido de responsabilidad para proteger la ciudad y sus habitantes sin importar el costo personal.
Paquette describió a Mister Negative como el héroe de su propia historia; su origen está diseñado para dar un propósito tanto a Norman Osborn, que está haciendo cosas malas con el objetivo de salvar a su hijo, como a Otto. El alter ego de Mister Negative, Martin Li, recibió conexiones tanto con la tía May como con Peter para agregar más estrés a la vida de Peter. Muchas de las diatribas de podcast de J. Jonah Jameson fueron escritas por Gage, quien dijo que se identificaba con ser un hombre gruñón de mediana edad. Gage consideró que a pesar de culpar repetidamente a Spider-Man por los eventos, los podcasts le dan al jugador una idea de los pensamientos de los residentes de la ciudad sobre Spider-Man y los asuntos actuales. Silver Sable se agregó porque Gage sintió que se necesitaba una fuerza para aumentar las apuestas a medida que los eventos en la ciudad se volvían nefastos. Las publicaciones en las redes sociales del juego fueron escritas por miembros del personal de Insomniac y el departamento de control de calidad de Sony.

### Diseño
Para presentar la amplia área de juego de la ciudad de Nueva York, el mapa se dividió en 800 secciones cuadradas, cada una de las cuales representaba aproximadamente 128 m2 (1380 pies cuadrados). A medida que el personaje jugable se mueve a través de él, los mosaicos fuera de la vista se descargan de la memoria y se reemplazan con mosaicos a la vista. El arquitecto jefe y director central Mike Fitzgerald dijo que cuando se mueve a la velocidad máxima de Spider-Man, se carga una nueva ficha cada segundo. Para el balanceo, el equipo quería crear una experiencia divertida sin que la física fuera demasiado realista. Combinaron movimientos de cámara, animaciones de personajes y campo de visión para hacer que el movimiento se sintiera más heroico. Para balancearse en las redes, cada hebra de la red debe poder conectarse a un objeto físico. Toda la arquitectura del mundo del juego contiene numerosos puntos de anclaje; se selecciona el punto ideal para mantener el impulso y la dirección actuales. Cada personaje tiene un modelo de alta calidad para primeros planos, cinemáticas y secuencias con guion, que posee aproximadamente 60.000 vértices. El jefe final del juego se renderiza con un millón de polígonos, la mayor cantidad que Insomniac había usado para renderizar un personaje en ese momento.
Insomniac quería modernizar el disfraz de Spider-Man mientras rendía homenaje al diseño original de Steve Ditko. El nuevo diseño presenta un gran símbolo de araña blanca que se extiende por el torso, guantes con forma de guantelete y un diseño de estilo deportivo basado en ropa deportiva en lugar de botas hasta la rodilla. Chew dijo que el objetivo del diseño era crear ropa que usaría un "aspirante a superhéroe de 23 años" en la ciudad de Nueva York de 2018. El blanco se agregó al esquema de color tradicional, rojo y azul. Chew comparó el atuendo con la ropa de compresión y dijo que cada color representa un material diferente; el azul es el más flexible y es donde Spider-Man requiere más flexibilidad, como sus extremidades. El material rojo es flexible pero es más grueso para protegerlo de rozaduras y rasguños menores, y el blanco, que es similar a la fibra de carbono y ofrece la mayor protección, se coloca en el pecho, las manos y los pies. Cada disfraz cuenta con lanzatelarañas personalizados exclusivos del traje para el que fueron diseñados. A diferencia de encarnaciones anteriores como modelo o propietaria de un club nocturno, esta versión de Mary Jane es una aspirante a reportera que usa un atuendo inteligente, sensato y elegante para reflejar su historia como modelo. Chew dijo que su objetivo era usar muchos tipos de cuerpo para los personajes femeninos. Mister Negative se diseñó inicialmente como un joven rebelde que vestía una chaqueta de cuero y gafas de sol; la progresión de la historia influyó en el personaje y se tomó la decisión de reflejar mejor su verdadera naturaleza, dándole un traje en blanco y negro que mostraba su personalidad humana y transformada con efecto fotográfico negativo.
El tercer acto del juego después de la fuga de Raft era originalmente mucho más grande e incluía batallas separadas con Vulture y Electro. Intihar dijo que el juego en esta forma no estaba funcionando y que tuvieron que cortar cosas, lo que les resultó difícil porque se desviaba de su visión prevista. Una persona desconocida tuvo la idea de fusionar las peleas Vulture y Electro, armando una pequeña demostración para mostrar cómo funcionaba como una batalla aérea, que es como aparece en el juego terminado.

## Música
La música del juego fue compuesta por John Paesano. Trabajó en el proyecto durante más de dos años, comenzando durante la fase de escritura. El objetivo de la partitura era darle un carácter propio y crear un ambiente cinematográfico en lugar de estar simplemente presente en el fondo. El tema principal tardó aproximadamente dos meses en terminarse; Luego, esto se dividió en otros segmentos de la partitura para otros personajes. Si bien Paesano fue influenciado por la música de Spider-Man de otros medios, se centró en la edad ligeramente mayor del Spider-Man del juego, agregando más seriedad a la partitura. Lo compuso más desde la perspectiva de Peter Parker que de Spider-Man para enfatizar la humanidad del personaje por encima de su papel como superhéroe. Paesano pretendía mantener la partitura simple y reconocible; Conservó el mismo tema de Spider-Man/Peter Parker en todo momento, pero lo modificó utilizando diferentes instrumentos y arreglos. Quería evitar los problemas que percibía en las películas pertenecientes al Universo Cinematográfico de Marvel, en las que las diferentes partituras de los personajes podían perderse entre sí. El tema central incluso está entretejido con partituras de villanos (una técnica que Paesano comparó con el trabajo del compositor John Williams en Star Wars) para recordarle a la audiencia que todo es parte de la historia de Peter.

## Promoción
Sony anunció que serían lanzadas ediciones limitadas de las consolas PlayStation 4 y PlayStation 4 Pro inspiradas en el videojuego, conocidas con el nombre de Amazing Red. Dichas ediciones se caracterizan por ser completamente rojas y tener el logotipo de Spider-Man en color blanco. Por su parte, los mandos comparten el mismo color rojo que la consola, mientras que los botones y los sticks analógicos son blancos. La edición limitada, tanto de PS4 como de PS4 Pro, incluyó una copia del juego en Blu-ray, un mando inalámbrico DualShock 4 y un código de descarga para el DLC The City that Never Sleeps.
La compañía de juguetes Funko puso a la venta una serie de cuatro figuras basadas en el juego, en las cuales se representan a los personajes de Peter Parker, Mary Jane, Miles Morales y Mr. Negativo. A su vez, la empresa Hot Toys desarrolló una serie de tres figuras de colección de Spider-Man, cada una vistiendo uno de los diferentes trajes que están disponibles en el juego, llamados Advance Suit, Spider Punk y Iron Spider.

### Edición coleccionista
El juego cuenta con una edición coleccionista que incluye el juego base, los tres episodios descargables de la serie The City that Never Sleeps, que incluyen nuevas misiones, villanos y personajes, una caja metálica, un libro de arte de Titan Books, un sticker y una figura del hombre araña. Además, aquellos que reservaron el juego recibieron como contenido adicional el desbloqueo anticipado de tres trajes para Spider-Man, un gadget llamado Spider-Drone, un avatar exclusivo para PlayStation Network, un tema original para PS4 diseñado por el artista de cómics Adi Granov y cinco puntos de habilidad para desbloquear mejoras.

## Recepción

### Crítica
Spider-Man fue recibido con buenas críticas por parte de la prensa especializada, consiguiendo una calificación promedio de 87 sobre 100, con base en 116 reseñas.
Álvaro Castellano de 3DJuegos comenta que "Marvel's Spider-Man es todo un acierto en muchos sentidos. La licencia Marvel de este héroe de la conocida factoría de superhéroes se ha convertido en una exclusiva de postín para PS4 antes incluso de salir a la venta y ahora, con el juego terminado, te puedo decir que es de sobresaliente. Algún elemento se podría haber mejorado un poco aquí y allá, pero con cúspides tan escandalosas como su brutal combate o el cuidado balanceo por las calles de Manhattan tenemos mucho y muy bueno que hacer dentro de su fórmula". Por su parte, Álvaro Alonso de Hobby Consolas, destaca que "Con la fuerza, velocidad y agilidad proporcionales de una araña, Insomniac trae de vuelta al superhéroe más querido con un juego que no inventa la telaraña, pero que sobresale en todo lo que se propone. Marvel's Spider-Man es asombroso, espectacular, sensacional y superior a cualquier otro juego del trepamuros". Juan Rubio del portal Vandal, opina que "Spider-Man es, probablemente, el mejor juego de Insomniac y el mejor juego basado en el superhéroe hasta la fecha. Una aventura que cualquier fan del género disfrutará, y que enamorará a los fanáticos del hombre araña". Sin embargo destaca como puntos negativos la escasa dificultad, algunas misiones y objetivos poco inspirados y no demasiado contenido, pero termina diciendo que "el juego en general nos ha dejado muy satisfechos, porque lo que hace bien lo hace tan bien que eclipsa esos aspectos mejorables".
En su análisis para GameSpot, Edmond Tran describe a Spider-Man como "un juego que se siente como una interpretación auténtica de una creación amada. La sensación de encarnar a Spidey y usar sus habilidades es asombrosa, y el tiempo dedicado a explorar a sus personajes principales ayuda a que su historia se sienta sincera, a pesar de la grandilocuencia de los superhéroes. Ha habido juegos de Spider-Man en el mundo abierto anteriormente, pero ninguno tan fascinante y lleno de personalidad, ninguno que explore y haga justicia a estas muchas facetas del universo. Insomniac ha creado una experiencia superior de Spider-Man que deja una impresión duradera, una que te hace desear un solo columpio más en la ciudad de Nueva York, incluso después de los créditos". Jonathon Dornbush del sitio web IGN, sostiene que "La primera incursión de Insomniac Games en el mundo de Marvel ha logrado que me sienta satisfecho por haber habitado la vida de Peter Parker. Aparte de algunos problemas de ritmo extraños, que momentáneamente me sacaron de la experiencia de ser un superhéroe, y un mundo de misiones opcionales que no siempre están a la altura de la historia principal, Insomniac ha conseguido hacer un gran juego de Spider-Man". Además, agrega "Una historia que me sorprendió y deleitó, junto con un juego que me hizo sentir como Spider-Man casi en cada paso del camino. El mundo abierto de The Wall Crawler no ofrece consistentemente los momentos emocionantes de su campaña principal, pero la base que se establece aquí es sin duda espectacular".

### Ventas
En su primera semana a la venta, Marvel's Spider-Man fue el videojuego más vendido en Reino Unido. Además, el juego logró duplicar las cifras obtenidas por God of War en su debut y superó el récord de ser el más rápidamente vendido que ostentaba Far Cry 5. Por otra parte, el juego se estrenó en el mercado japonés con unas ventas superiores a las 125.000 unidades. El éxito del juego fue tal que las copias físicas del mismo se agotaron en la capital del país, Tokio. En menos de tres días tras su lanzamiento, el videojuego logró vender más de 3.3 millones de copias a nivel mundial. De esta manera se convirtió en el exclusivo que más rápido se ha vendido de la historia de PlayStation, superando el récord que había logrado God of War en abril.
Para enero de 2019, el juego había vendido más de 9 millones de copias en todo el mundo. Posteriormente, en agosto del mismo año se anunció que las ventas habían superado las 13 millones de copias. El 18 de noviembre de 2020 se informó que Spider-Man había logrado superar los 20 millones de copias vendidas, situándose entre los juegos exclusivos de PlayStation 4 más vendidos de la consola.

## En otros medios
El personaje Spider-Man de este juego hizo su debut en las historietas de Marvel Comics durante el evento llamado Spidergeddon. En dicho evento, que toma lugar tras los sucesos de Spider-Verse, donde fueron presentados múltiples versiones del hombre araña, hace su aparición el personaje perteneciente a este videojuego. El cómic está escrito por Christos Gage, uno de los integrantes del equipo de guionistas del juego, junto con Jed Mackay y las ilustraciones están a cargo de Clayton Crain, Javier Garron e Israel Silva. De esta forma, el personaje del videojuego se convierte en parte del canon oficial del universo Marvel. El primer número de esta serie de cómics se puso a la venta el 26 de septiembre de 2018.
El juego cuenta con una novela que sirve como precuela del mismo, narrando el plan iniciado por Kingpin para hacerse con el control de Nueva York y estableciendo unas relaciones que tienen continuidad en el videojuego de Insomniac Games. Esta novela, titulada Spider-Man: Hostile Takeover, fue publicada por Titan Books, y su guion fue escrito por David Liss, quien ya había trabajado en otras historias ligadas al universo Marvel. Esta novela se puso a la venta el 21 de agosto de 2018.
Además de la novela, Titan Books publicó un libro de arte del juego llamado Marvel’s Spider-Man: The Art of the Game, que fue escrito por Paul Davies. Este libro recopila una gran variedad de imágenes, diseños, artes y bocetos de los trajes, equipos, escenarios y enemigos presentes en el videojuego.
Durante una escena del segundo tráiler de la película animada Spider-Man: Un nuevo universo, se puede observar en un monitor el traje utilizado por Spider-Man en este videojuego, con su característico logo blanco de la araña en el pecho. Y en su secuela, el mismo Spider-Man aparece interpretado por Yuri Lowenthal.

## Trajes
El juego cuenta con un total de 47 trajes desbloqueables y, muchos de ellos, hacen referencia a indumentarias del superhéroe arácnido en los cómics, películas u otros contenidos en los que aparece Spider-Man.

### En el juego
- Traje Clásico: Se trata del primer traje que porta Spider-Man en el juego y el que utiliza en la primera misión: "El evento principal". Es la versión tradicional e icónica del traje del hombre araña que fue diseñada por el artista Steve Ditko en 1962. El traje hace su primera aparición en el cómic Amazing Fantasy #15 de 1962.[79]

- Traje Avanzado: Este es el traje predeterminado del juego y fue creado por Insomniac Games de manera exclusiva para la ocasión. Aunque recuerda al traje clásico de Spider-Man, se diferencia de él por el enorme emblema blanco de la araña que porta en el pecho y otros detalles. El traje fue creado en el juego por Otto Octavius, el cual añadió varias mejoras tecnológicas para facilitar el trabajo de Spider-Man. Se desbloquea tras acabar la misión "Algo viejo, algo nuevo" y desbloquea el poder "Concentración de batalla" que genera concentración automática a mayor velocidad durante un tiempo determinado.[80]

- Traje Clásico (dañado): Este traje es el resultado de la vestimenta de Spider-Man tras su batalla con Wilson Fisk. Se desbloquea tras acabar la misión "El Evento Principal" y no otorga ningún tipo de `poder.[81]

- Traje Clásico (reparado): Este traje presenta el mismo aspecto que el de la misión principal, pero al ser desbloqueado se obtiene el poder "Floración de telaraña" que permite al jugador enredar aquello que esté a la vista cuando salta. Su desbloqueo requiere de dos fichas de mochila y dos fichas de delito.[81]

- Traje Noir: Este traje pertenece al Spider-Man de la Tierra-90214, un mundo que da al universo Marvel un aspecto oscuro. Este Spider-Man es muy distinto al original pues prefiere quedarse en las sombras y emplea armas de fuego para el combate. El encargado del diseño del traje fue Carmine Di Giandomenico y realizó su primera aparición en Spider-Man Noir #1 del año 2009. El traje se desbloquea al finalizar la misión "Algo viejo, algo nuevo", su poder asociado es "El sonido del silencio" que hace que los enemigos no pidan refuerzos al avistar al jugador y su coste de obtención es de una ficha de base y dos fichas de mochila.[82]

- Traje Araña Escarlata: Este traje pertenece a Ben Reilly, quien era un clon de Peter Parker creado por Chacal y que actuaba bajo el nombre de Araña Escarlata. El traje fue diseñado por el artista Tom Lyle y refleja la situación de Ben como héroe solitario y con pocos recursos. Hizo su primera aparición el cómic de 1994 Web of Spider-Man #118.[83] Su desbloqueo en el juego se logra tras finalizar la misión "Algo nuevo, algo viejo", su poder de traje asociado es "Trampa holográfica" que permite crear trampas de realidad aumentada que aturden a los enemigos y el precio de su obtención es de tres fichas de delito y dos fichas de lugar.[84]

- Spider-Armadura: traje MK II: El traje fue diseñado por Peter Parker cuando se quedó sin el sentido arácnido y tuvo que crear una nueva indumentaria que se adaptara a sus limitados reflejos. El traje fue diseñado por el artista español Marcos Martín y realizó su primera aparición en los cómics en Amazing Spider-Man #656 del año 2011.[85] Para su obtención en el juego, es necesario llegar al nivel 5, este desbloquea el poder "A prueba de balas" que otorga resistencia balística por un tiempo limitado y para conseguirlo en propiedad se debe gastar una ficha de base, dos fichas de investigación y una ficha de lugar.[80]

- Traje de Secret Wars: Este es el traje que recibe Spider-Man cuando, en Secret War, Nick Fury recluta a un grupo de héroes para viajar a Latveria y derrocar a su mandataria Lucía Von Bardas. El traje fue diseñado por el artista Gabriele Dell'Otto para el cómic Secret Wars #1, donde apareció por primera vez.[86] Se desbloquea en el juego tras llegar al nivel 7, su poder asociado es "Carrera armamentística" que aturde a los enemigos y hace inoperativas sus armas de manera temporal y cuesta una ficha de base, dos fichas de investigación y dos fichas de mochila.[87]

- Traje Stark: Este es el primer traje que diseña Tony Stark para Peter Parker en el Universo Cinematográfico de Marvel. Su diseño parte del traje clásico, pero añade diversos elementos de color negro, además de algunos gadgets tecnológicos. El traje aparece por primera vez en Capitán América: Civil War, aunque es en Spider-Man: Homecoming donde lo vemos en detalle. Es usado también en Avengers: Infinity War y Spider-Man: Far From Home.[88] El traje es desbloqueado cuando el jugador llega al nivel 10, su poder de traje es el "Spider-Bro", un pequeño dron en forma de araña que proporciona ayuda temporal en el combate. Su coste de obtención es de una ficha de base, tres fichas de delito y una ficha de investigación.[80]

- Traje Negativo: La zona negativa es un escenario habitual de la saga de Los 4 fantásticos, pero Spider-Man terminó por viajar a esa dimensión con el objetivo de salvar a un grupo de neoyorquinos que estaban atrapados ahí. Al realizar este viaje, los colores del traje de Spider-Man cambiaron del rojo y azul habitual a un blanco y negro radioactivo. El diseño es obra del artista John Romita, Jr. y se manifiesta por primera vez en el cómic Spider-Man #90 del año 1998. A pesar de su nombre y apariencia, el traje no tiene ninguna relación con el villano del juego, Mister Negative, pues hizo su debut 10 años antes, aunque en realidad, es el Traje Avanzado pero con los colores alterados.[89] El traje se desbloquea en el juego tras llegar al nivel 11, desbloquea el poder "Onda sísmica negativa" que libera una onda de energía negativa que aturde a los enemigos y su costo es de una dicha de base, una ficha de investigación y tres fichas de lugar.[87]

- Traje de Aislamiento Eléctrico: Este traje constituye uno de los muchos intentos de Spider-Man de contrarrestar los poderes eléctricos de Max Dillon, más conocido como Electro. El traje fue diseñado por Steve Skroce y su primera aparición en los cómics es en el volumen 425 de Amazing Spider-Man de 1997.[90] Para desbloquearlo en el juego, es necesario llegar al nivel 13, otorga el poder "Puñetazo eléctrico" que electrifica de manera temporal a los enemigos al golpearlos y su costo es de una ficha de base, una ficha de investigación y tres fichas de delito.[80]

- Spider-Punk: Este es el traje de Hobie Brown quien reemplaza a Peter Parker en el rol de Spider-Man en la Tierra-138. Hobie es un revolucionario que lidera a los habitantes de Nueva York contra el régimen opresor de Norman Osborn. Este carácter rebelde se plasma en el traje en este traje con influencias punk rock que fue diseñado por el artista Olivier Coipel. Realizó su primera aparición en el cómic Amazing-Spiderman Vol.3 #10 de 2014.[91] Se desbloquea al llegar al nivel 16, su poder asociado es "Dale caña" que libera ondas que dañan a los enemigos. Cuesta tres fichas de delito, dos fichas de lugar y dos fichas de mochila.[92]

- Traje de lucha libre: Este traje está moldeado a partir del diseñado por Mark Bagley en Ultimate Spider-Man #3 del año 2000, donde Peter Parker tiene una corta carrera como luchador profesional antes de que el tío Ben sea asesinado y Peter empiece a asumir responsabilidades como Spider-Man.[93] Para desbloquear el traje, es necesario alcanzar el nivel 19, su poder asociado es "Rey del ring" que permite usar el agarre telaraña sin necesidad de enredar a los enemigos. Su coste es dos fichas de base, dos fichas de investigación y dos fichas de mochila.[94]

- Traje del Miedo Mismo: Este traje diseñado por Stuart Immonen está hecho del mismo material que el Mjolnir, el martillo de Thor, y le otorga a Spider-Man el poder de un dios. Tiene como principal arma un par de guanteletes con filo y realizó su primera aparición en el cómic Fear Itself #7 del año 2011.[95] Para su obtención en el juego, es necesario alcanzar el nivel 21, desbloquea el poder "Daño cuádruple" que aumenta el daño y su precio es de dos fichas de base, seis fichas de desafío y tres fichas de investigación.[92]

- Traje de sigilo "Big Time": Este traje aparece en una historia de 2010 titulada Big time, donde Peter Parker comienza a trabajar en Horizon Labs, lo que le da acceso a nuevos recursos que le permiten diseñar trajes para contrarrestar los poderes de sus enemigos. Uno de ellos era el traje de sigilo que fue diseñado por el artista Humberto Ramos. El primer cómic en el que apareció fue Amazing Spider-Man #650 del año 2010.[96] En el juego se desbloquea tras llegar al nivel 23, su poder asociado es "Proyector neblinoso" que permite al jugador ocultarse de los enemigos mediante la creación de un campo de distorsión y su costo es dos fichas de base, cuatro fichas de desafío y tres fichas de lugar.[92]

- Spider-Armadura: Traje MK III: Este traje/armadura fue diseñado por el artista Stefano Caselli para el cómic Amazing Spider-Man #682 del año 2012, donde Peter Parker se encuentra en el final de su carrera en Horizon Labs y diseña el traje para contrarrestar los poderes de cada uno de los miembros de los Seis Siniestros, siendo su creación más avanzada hasta la fecha.[97] Para desbloquearlo en el juego, es necesario llegar al nivel 27, otorga el poder "Placas de aleación de titanio" que hace rebotar las balas disparadas por los enemigos y, para su obtención, es necesario gastar dos fichas de base, cuatro fichas de delito y cuatro fichas de desafío.[80]

- Spider-Man 2099: Este traje es una reproducción del utilizado por Miguel O'Hara, el héroe que aparece en 2099 para llenar el hueco dejado por Peter Parker. El traje fue diseñado por Rick Leonardi y cuenta con la tecnología futurista de la época, lo que le da gran cantidad de ventajas respecto al original. Su primera aparición en los cómics fue en el volumen 365 de Amazing Spider-Man de 1992.[98] En el juego se desbloquea al llegar al nivel 29, su poder asociado es "Gravedad baja" que baja la gravedad al estar suspendido en el aire y su coste es de dos fichas de base, cuatro fichas de delito y cuatro fichas de investigación.[80]

- Traje Iron Spider: Este traje aparece en la película Avengers: Infinity War y es el traje que diseña Tony Stark para Spider-Man, mucho más resistentes que sus otros trajes y cuenta con varios brazos retráctiles. También cambia su esquema de colores que refleja la pasión de Tony Stark por el rojo y el oro. El traje fue diseñado por el artista conceptual Ryan Meinerding.[99] También es usado en Avengers: Endgame, Spider-Man: Far From Home y Spider-Man: No Way Home. Para obtener el traje en el juego se debe llegar al nivel 31, su poder asociado es "Brazos de hierro" que consiste en el despliegue de cuatro brazos que golpean a los enemigos y su coste es de tres fichas de base, tres fichas de desafío y cuatro fichas de delito.[80]

- Traje de Velocidad: Este traje diseñado por el artista Adi Granov se creó específicamente para el juego de Insomniac Games.[100] El traje se desbloquea al llegar al nivel 33, su poder de traje es "Rélampago" que confiere una mayor velocidad y daño al jugador. Su precio de obtención es de cuatro fichas de desafío, dos fichas de lugar y dos fichas de mochila.[80]

- Spider-Armadura: Traje MK IV: Este traje hecho de nanotecnología líquida, con un HUD avanzado y acceso a drones y otros gadgets tecnológicos fue creado por Peter Parker cuando dirigía su propia compañía, Parker Industries, siendo Peter uno de los magnates más poderosos del mundo. El traje fue diseñado por el artista Alex Ross y realizó su primera aparición en Amazing Spider-Man Vol.4 #1 del año 2015.[101] Para lograr su desbloqueo en el juego es necesario llegar al nivel 35, este otorga el poder "Escudo de defensa" con el que se genera un escudo de energía que absorbe el daño temporalmente. Para obtenerlo en propiedad se deben gastar cuatro fichas de base, cuatro fichas de desafío y tres fichas de lugar.[81]

- Spider-Fantasma: Este traje pertenece al Spider-Man de la Tierra-11638, donde se encuentra un díscolo Peter Parker que no tomó conciencia de su papel de héroe hasta después de su muerte, cuando se levantó de su tumba y se convirtió en un espíritu vengador. El traje fue diseñado por el artista Lee Garbett y es una combinación entre el diseño de traje de Spider-Man y Ghost Rider. Hace su primera aparición en el cómic Amazing Spider-Man Annual #38 del año 2011.[102] Se desbloquea en el juego al llegar al nivel 37, su poder asociado es "Fuego espiritual" que canaliza ondas para dañar a los enemigos. Su coste es de seis fichas de base, seis fichas de delito y seis fichas de desfío.[103]

- Spider-Man 2099 (versión blanca): Este traje llegó a la saga Spider-Man cuando Miguel O'Hara se quedó anclado en el presente y Peter Parker le suministró un traje con la tecnología más avanzada del momento. El traje fue creado por Kris Anka para la tercera serie de Spider-Man 2099: Spider-Man 2099 Vol.3'.[104] En el juego se desbloquea al llegar al nivel 39, su poder asociado es "Golpe conmocionante" que conmociona a los enemigos de forma temporal y su coste es de cuatro fichas de base, cuatro fichas de desafío y cuatro fichas de delito.[92]

- Traje de cómic vintage: Este traje inspirado en los cómics se basa en el traje clásico, pero con mucho más estilo y con un tratamiento cel-shaded que busca replicar las sensaciones de la vieja escuela de los cómics de Spider-Man y el trabajo de artistas como Steve Ditko y John Romita Sr..[105] Se desbloquea en el juego al llegar al nivel 41, su poder de traje es "Ocurrencias", con el que se insulta el honor del enemigo. Para su obtención es necesario pagar cuatro fichas de delito, cuatro fichas de desafío y cuatro fichas de mochila[81]

- Traje de último estertor: Este traje es el portado por el Spider-Man de la Tierra 312500, el cual es mucho mayor y más pesimista que el Peter Parker tradicional. Esto se refleja en su traje, diseñado por John Romita Jr., que es mucho más cotidiano que el original de Spider-Man. Realiza su primera aparición en el cómic Amazing Spider-Man Vol.2 #58 del 2003.[106] Para desbloquearlo en el juego, es necesario llegar al nivel 45, su poder asociado es "Furia implacable" que impide a los enemigos bloquear o interrumpir ataques y su coste es de 20 fichas de delito.[87]

- Ropa interior: Este traje no está basado en ninguna historia de Spider-Man en concreto (porque literalmente ni siquiera es un traje) y tiene una función principalmente humorística. El traje se obtiene al finalizar el juego al 100%, y otorga el poder "Ecualizador" que provoca que todo el mundo, incluido el jugador" caiga al suelo.[81]

- Traje Casero: Este traje rudimentario y casero está moldeado a partir del visto en la película Capitán América: Civil War, aunque también en Spider-Man: Homecoming y Spider-Man: Far From Home.[107] Para desbloquearlo en el juego se deben encontrar todas las mochilas de todos los distritos y no otorga ningún poder.[92]

- Traje de la ESU: El traje fue creado en exclusiva para el juego por Insomniac Games. Este, hace alusión a los años de Peter Parker como estudiante en la Empire State University.[108] El traje se consigue en el juego tras obtener todas las fotografías secretas y no otorga ningún poder.[81]

- Traje Oscuro: El traje fue creado por Ed McGuinness para el cómic Spider-Man/Deadpool #8, donde Wade Wilson fue contratado para matar a Peter Parker, sin saber que este era su compañero Spider-Man, por lo que tuvo que ir a recuperar su alma del más allá.[109] Para desbloquear el traje en el juego, es necesario completar la misión secundaria "La cuna de la gata", al encontrar todas las cámaras de Black Cat, pero no otorga ningún poder al jugador.[81]

- Traje Anti-Ock: Este traje fue creado por Insomniac Games para Marvel's Spider-Man. El traje aparece en el momento clímax del juego, cuando el jugador debe enfrentarse en la misión final al villano principal del juego: el Doctor Octopus. El traje está creado como contrapunto del traje del enemigo, de ahí su nombre "Anti-Ock".[110] El traje se desbloquea antes del enfrentamiento final con Otto Octavius y otorga al jugador el poder "Reabastecimiento" que recarga instantáneamente todos los artilugios equipados.[87]

### DLCs
- Resilent Suit: Este traje fue diseñado específicamente para el juego por el artista Gabriele Dell'Loto. Es desbloqueado después de terminar la primera misión del primer DLC: The Maria.

- Spider-UK Suit: De la Tierra-833, este traje es usado por un Spider-Man británico, de ahí la textura del traje (asemeja la bandera del Reino Unido). Apareció por primera vez en Edge of Spider-Verse #2. Es desbloqueado después de terminar la última misión del primer DLC: Follow the Money.

- Scarlet Spider II Suit: Este traje pertenece a Kaine Parker, un clon de Peter Parker que toma la identidad de Araña Escarlata luego de la muerte de Ben Reilly. Apareció por primera vez en Scarlet Spider Vol. 2 #1, aunque en Ultimate Spider-Man, es Ben Reilly quien usa este traje, ya que Flash Thompson anteriormente había usado el otro. Es desbloqueado al terminar al 100% el primer DLC: The Heist.

- Spider-Armor: MK I Suit: La armadura usada por Spider-Man para pelear con "The New Enforcers" que incluía nuevos lanzatelarañas, pero es destruida cuando es alcanzada por un disparo congelador. Apareció por primera vez en Web of Spider-Man #100. Es desbloqueado al terminar la primera misión del segundo DLC: Blindsided.

- Iron Spider Armor: El Iron Spider original de los cómics con la gama de colores de Iron Man (rojo y dorado), creado por Tony Stark como regalo para Spider-Man, aunque sólo la usa en ocasiones especiales, como en el arco de Civil War. Apareció por primera vez en Amazing Spider-Man #529. Es desbloqueado al terminar la última misión del segundo DLC: Bring the Hammer Down.

- Spider-Clan Suit: Un traje delgado y de manga de Spider-Man, es el único traje que modifica la complexión del jugador (sin contar el Vintage Comic Suit) haciéndolo parecer como de un anime. Apareció por primera vez en Marvel Mangaverse: Spider-Man #1. Es desbloqueado al terminar al 100% del segundo DLC: Turf Wars.

- Aaron Aikman Armor: De la Tierra-31411, este traje es usado por el Spider-Man de esa realidad. Apareció por primera vez en Edge of Spider-Verse #3. Es desbloqueado al terminar la primera misión del tercer DLC: Old Friends.

- Cyborg Spider-Man Suit: El Traje Clásico Dañado cocido y con toques robóticos, entre ellos un brazo, un cinturón, y un ojo. Apareció por primera vez en Spider-Man #21. Es desbloqueado al terminar la última misión del tercer DLC: One Plus One Equals Win.

- Into the Spider-Verse Suit: Traje utilizado por Peter Parker de la Tierra-1610B y Peter B. Parker de la Tierra-616B en Spider-Man: Into the Spider-Verse, de ahí el nombre, aunque también aparece en Spider-Man: Across the Spider-Verse. Se asemeja al traje clásico con una estética animada y un azul más fuerte. Es desbloqueado al terminar al 100% el tercer DLC: Silver Lining.

### Actualizaciones
- Traje de Telarañas: Fue añadido mediante la actualización 1.13. Es una reproducción del traje de la trilogía de películas de Sam Raimi. A pesar de que el traje debutó en Spider-Man, la versión es la de Spider-Man 2, no desbloquea ningún poder y tampoco debe ser desbloqueado, ya que está por defecto.

- Traje Bombastic Bag-Man: Fue añadido mediante la actualización 1.14. Es el traje original de los 4 Fantásticos con una bolsa de papel en la cabeza (como máscara), lo usó debido a que Spider-Man se había arrancado el traje simbiótico de Venom, y la Antorcha Humana le dio esto como solución temporal hasta recuperar su viejo traje. Apareció por primera vez en Amazing Spider-Man #258. No tiene ningún poder.

- Traje de Fundación Futura: Fue añadido mediante la actualización 1.14. Un traje blanco y negro un poco futurista usado en su estancia en la Fundación Futura. Cuando la Antorcha Humana muere, deja como última voluntad que quien lo reemplace sea Spider-Man, por lo que se une a la Fundación. Aparece por primera vez en FF #1. No tiene ningún poder.

- Traje Mejorado: Fue añadido mediante la actualización 1.16. Es el traje utilizado por Spider-Man en el Universo Cinematográfico de Marvel, el visto en Spider-Man: Far From Home y Spider-Man: No Way Home. Luego de ser engañado por Mysterio, Spider-Man fue recogido por Happy Hogan y se hizo este traje propio con tecnología de Tony Stark, fue a Londres y derrotó a Mysterio, desactivando toda la línea de drones que tenía, sin embargo, su identidad secreta fue revelada por J. Jonah Jameson. No tiene ningún poder.

- Traje de Sigilo: Fue añadido mediante la actualización 1.16. Es un traje utilizado por Spider-Man en el Universo Cinematográfico de Marvel, específicamente en Spider-Man: Far From Home. Cuando es reclutado por Nick Fury para detener a los Elementales, le dan ese traje para que sus compañeros de clase no lo descubran como Spider-Man, es apodado el Mono Nocturno por Ned Leeds, pierde el traje cuando es atropellado por un tren y encarcelado en Países Bajos. No tiene ningún poder.

- Traje Sorprendente: Fue añadido mediante la actualización 1.19. Es una reproducción del traje de la película The Amazing Spider-Man y viene por defecto con el juego sin desbloquear ningún poder.

- Traje Arachnid Rider: Fue añadido mediante la actualización 1.19. Fue creado para el juego y está basado en animes y mangas, no tiene ningún poder.

- Traje Avanzado Blindado: Fue añadido mediante la actualización 1.19. Es el traje Avanzado del juego con armadura blanca y negra encima (parecida a las de Sable). No tiene ningún poder.

- Traje Integrado: Fue añadido mediante la actualización 1.0006 en exclusiva para PS5. Es un traje utilizado por Spider-Man en el Universo Cinematográfico de Marvel, específicamente en Spider-Man: No Way Home. Es el Traje Mejorado con nanotecnología del Iron Spider dada por el Doctor Octopus, formando una gran araña dorada en el pecho y espalda, además de algunos detalles. Lo usa para pelear con el Duende Verde, Electro, el Lagarto, y el Hombre de Arena. No tiene ningún poder.

- Traje Negro y Dorado: Fue añadido mediante la actualización 1.0006 en exclusiva para PS5. Es un traje utilizado por Spider-Man en el Universo Cinematográfico de Marvel, específicamente en Spider-Man: No Way Home. Es el Traje Mejorado volteado debido a una mancha de pintura en el frente, además con un brazalete del Iron Spider modificado por el Doctor Strange. Lo usa para pelear con Electro junto al Hombre de Arena hasta que su tía May lo lava.